# ントゥンガモ県

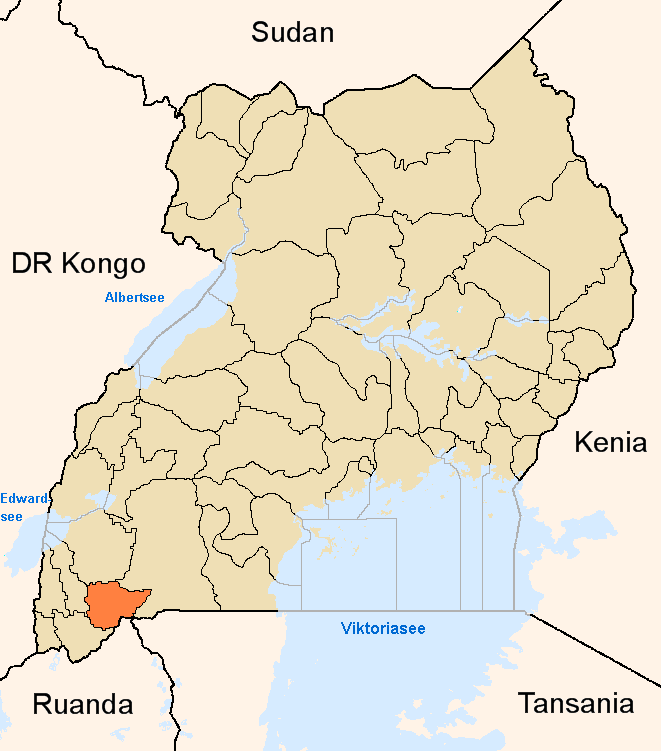
ントゥンガモ県と2001年から2005年の県境

ントゥンガモ県 (ントゥンガモけん、Ntungamo District) はウガンダ南西部、アンコーレ王国南西部の県。1994年にブシェニ県から南部のカジャラ郡、ルシェニ郡とムバララ県から南西部のルハマ郡が分割され設置された。カジャラ郡に4、ルシェニ郡に4、ルハマ郡にントゥンガモTCを含め8の計15副郡に93教区と913の村が置かれている。2002年の国勢調査人口は 386,816人。知事に相当する第5地域議会 (LC5) 議長のジョン・ウィクリフ・カラザルウェ（国民抵抗運動、NRM）はウガンダ自治体連合会 (ULGA) の代表でもある。1986年以降の大統領ヨウェリ・ムセベニの出身地とされている。牛回廊と呼ばれる放牧の盛んなやや乾燥した地域に属し、北東部と南西は標高およそ2000mの山岳地帯となっている。

## 隣接する県
東にイシンギロ県、南西にキゲジのカバレ県、北西にルクンギリ県、南にルワンダ東部州、南東にタンザニアカゲラ州と接する。ントゥンガモでムバララとカバレを結ぶ幹線道からカセセ方面への幹線道が分岐している。
- シェエマ県
- ルワンパラ県
- イシンギロ県
- カゲラ州
- 東部州
- ルキガ県
- ルクンギリ県
- ミトマ県